# Krisztina Papp
Krisztina Papp (* 17. Dezember 1982 in Eger) ist eine ungarische Langstreckenläuferin.

## Leben
Bei den Leichtathletik-Europameisterschaften 2002 in München kam sie über 5000 m auf den 16. Platz. Über dieselbe Distanz schied sie bei den Olympischen Spielen 2004 in Athen im Vorlauf aus.
Im Jahr darauf wurde sie über 3000 m Sechste bei den Halleneuropameisterschaften in Madrid, und bei den Europameisterschaften 2006 in Göteborg wurde sie Achte über 5000 m.
Nach einem erneuten Aus im Vorlauf über 5000 m bei den Olympischen Spielen 2008 in Peking belegte sie bei den Leichtathletik-Weltmeisterschaften 2009 in Berlin über diese Distanz den 14. Platz.
Bei den Europameisterschaften 2010 in Barcelona wurde sie Achte über 10.000 m.
Zu ihren Erfolgen im Straßenlauf zählen Siege beim Belgrad-Marathon 2003 auf der Halbmarathonstrecke und 2006 beim Österreichischen Frauenlauf über 5 Kilometer. 2007 lief sie bei den Straßenlauf-Weltmeisterschaften in Udine auf Platz 20 ein.

## Persönliche Bestzeiten
- 1500 m: 4:08,07 min, 3. Juli 2006, Athen
  - Halle: 4:11,75 min, 29. Januar 2006, Karlsruhe
- 3000 m: 8:44,49 min, 20. Juni 2006, Huelva
  - Halle: 8:59,74 min, 29. Januar 2005, Stuttgart
- 5000 m: 15:08,65 min, 26. August 2005, Brüssel
  - Halle: 16:00,17 min, 31. Januar 2004, Stuttgart
- 10.000 m: 31:46,47 min, 26. März 2010, Palo Alto
- Halbmarathon: 1:10:53 h, 14. Oktober 2007, Udine
- Marathon: 2:36:59 h, 2015

## Sportliche Erfolge
| Datum/Jahr    | Rang | Wettbewerb           | Austragungsort | Distanz | Zeit  | Bemerkung                                         |
| ------------- | ---- | -------------------- | -------------- | ------- | ----- | ------------------------------------------------- |
| 10. Juni 2018 | 3    | Schweizer Frauenlauf | Bern           | 5 km    | 17:07 | Dritte hinter Fabienne Schlumpf und Nicola Spirig |